# Comuna Honcearivka, Svatove
Honcearivka (în ucraineană Гончарівка) este o comună în raionul Svatove, regiunea Luhansk, Ucraina, formată din satele Homivka și Honcearivka (reședința).

## Demografie
Componența lingvistică a comunei Honcearivka
     Ucraineană (93,84%)
     Rusă (5,21%)
     Alte limbi (0,1%)
Conform recensământului din 2001, majoritatea populației comunei Honcearivka era vorbitoare de ucraineană (93,84%), existând în minoritate și vorbitori de rusă (5,21%).